# کنراد چهارم
کنراد چهارم(به آلمانی: Konrad IV) (زادهٔ ۲۵ آوریل ۱۲۲۸ - مرگ ۲۱ مه ۱۲۵۴) از آغاز زاده‌شدنش پادشاه اورشلیم و از ۱۲۳۷ میلادی پادشاه آلمان و از ۱۲۵۰ هم شاه سیسیل بود.
او دومین پسر فریدریش دوم بود و در آندریا در ایتالیا زاده شد. برادر بزرگترش -هاینریش- به دلیل شوریدن بر پدر از ولیعهدی محروم شده‌بود. در ۱۲۳۷ او به پادشاهی برگزیده‌شد و اسقف اعظم زیگفرید سوم ماینتسی نایب‌السلطنه او گردید.
کشمکش‌های دستگاه پاپ پس از مرگ هاینریش با پسرش نیز پی‌گرفته شد. در ۱۲۵۱ کنراد به ایتالیا تاخت، نخست آپولیا را به چنگ آورد و سرانجام ناپل را گشود.
او در ۱۲۵۴ از سوی کلیسا تکفیر شد، در همین سال به دلیل ابتلا به بیماری مالاریا درگذشت.